# 食得好健康
《食得好健康》（英語：The Big Boss Kitchen）是香港電視廣播有限公司的飲食及健康資訊節目，亦是監製林志榮的健康資訊節目系列之一，全節目共15集，由陳煒、袁文傑任主持，本節目於2018年1月1日起香港時間逢星期一至五22:30－23:00在翡翠台播出，及於myTV SUPER提供網上節目重溫（集數上傳7天後會刪除）。

## 角色設定
此節目以戲劇形式介紹健康飲食，以「游氏集團」開發「健康食品」生意作主線
- 袁文傑 飾 游生 (「游氏集團」老闆，有意開發「健康食品」生意）
- 麥美恩 飾 May姐 (「游氏集團」高級職員）
- 馮盈盈 飾 盈盈 (「游氏集團」職員）
- 朱智賢 飾 朱朱 (「游氏集團」職員）
- 鄧智堅 飾 堅堅 (「游氏集團」職員）

## 每集內容
| 集數 | 播映日期 | 主題                                                       |
| 01   | 1月1日   | 藜麥 － 三色藜麥米紙卷．8小時飲食法                        |
| 02   | 1月2日   | 番薯 － 番薯栗子燜雞．紫薯紫心番薯大不同                   |
| 03   | 1月3日   | 牛蒡 － 牛蒡豬肉卷．波波減肥結算日                         |
| 04   | 1月4日   | 洋蔥 － 白洋蔥菠菜魚肉環．紫洋蔥x蘋果止咳潤肺              |
| 05   | 1月5日   | 雞肉 － 荷葉八寶雞．自製無添加雞精                         |
| 06   | 1月8日   | 大麥 － 咖哩牛腱肉伴大麥．大麥煲茶健脾胃                   |
| 07   | 1月9日   | 南瓜 － 南瓜海鮮盅．南瓜花葉也是寶                         |
| 08   | 1月10日  | 魚肉 － 橙香寶石魚．識食一定食魚鰾                         |
| 09   | 1月11日  | 羽衣甘藍 － 羽衣甘藍水餃．健康香口「厚多士」               |
| 10   | 1月12日  | 蘿蔔、昆布 － 三色蘿蔔絲炒鴕鳥肉．昆布白霜排毒利尿         |
| 11   | 1月15日  | 淮山 － 紫淮山糕．鮮淮山黏得有道理                         |
| 12   | 1月16日  | 黑色食材 － 黑米肉丸粥．黑木耳活血化瘀                     |
| 13   | 1月17日  | 麒麟果、牛油果 － 帶子麻香果醬蔬菜麵．牛油果中菜新「煮」意 |
| 14   | 1月18日  | 十字花科蔬菜 － 西洋菜燒賣．椰菜花「鋸扒」？               |
| 15   | 1月19日  | 紅菜頭、秋葵－ 蜜豆紅菜頭炒魚鬆．有型健康秋葵料理          |

### 煒哥廚房
嘉賓：陳煒、澳洲註册營養師梁皓婷
- 第1集：三色藜麥米紙卷
- 第2集：番薯栗子燜雞
- 第3集：涼拌牛蒡、牛蒡豬肉卷
- 第4集：洋肉環
- 第5集：荷葉八寶雞
- 第6集：咖哩牛腱肉伴大麥
- 第7集：南瓜海鮮盅
- 第8集：橙香寶石魚
- 第9集：羽衣甘藍水餃
- 第10集：三色蘿蔔絲炒鴕鳥肉
- 第11集：紫淮山糕
- 第12集：黑米肉丸粥
- 第13集：帶子麻香果醬蔬菜麵
- 第14集：西洋菜燒賣
- 第15集：蜜豆紅菜頭炒魚鬆、涼拌紅菜頭葉

### 波波减肥
嘉賓：森美、黃凱儀
劇情講述「波波」黃凱儀成為「游氏集團」健康食品廣告代言人，但「波波」身形與廣告中有所不符，游生擔心違反《商品說明條例》而要求「波波」於10天內減4磅。
- 第1集：波波體重為：114.6磅，由森美向波波介紹「8小時飲食法」（官方視頻片段）
- 第2集：波波體重為：113.2磅，用盡8小時「狂食」及教授「深蹲」運動
- 第3集：波波體重為：110.4磅

### 盈營快靚正
主持：馮盈盈、朱智賢(由馮盈盈示範)
- 第1集：藜麥奄列
- 第2集：焗番薯皮
- 第3集：牛蒡蒟蒻飯
- 第4集：紫洋蔥蘋果水
- 第5集：滴雞精
- 第6集：大麥茶
- 第7集：味噌南瓜
- 第8集：煎多春魚
- 第10集：蘿蔔煮蜆
- 第12集：黑芝麻醬
- 第13集：牛油果焗蛋

### 游生私房菜
- 第1集：藜麥脆片伴雙色醬（嘉賓：蔣怡）
- 第2集：紫薯蓉伴英式鬆餅、紫薯肉丸（嘉賓：梁雅琳）
- 第3集：牛蒡伴鮮果吞拿魚（嘉賓：梁雅琳）
- 第4集：泰式紫洋蔥炒肉碎、法式黃洋蔥湯（嘉賓：Zoe、黃長興）
- 第5集：黃酒煮雞（嘉賓：Oreo）
- 第6集：大麥雞胸肉釀勝瓜、大麥生菜包、辣椒龍蝦汁大麥飯、辣椒龍蝦汁大麥飯（嘉賓：黃亞保、蔣怡）
- 第7集：南瓜薄罉配芝士肉醬（嘉賓：梁雅琳）
- 第8集：太極魚餅配番茄草莓醬（嘉賓：梁雅琳）
- 第9集：羽衣甘藍醬三文魚多士（嘉賓：梁雅琳）
- 第10集：昆布蘿蔔排骨湯（嘉賓：zoe）
- 第11集：鮮淮山與乾淮山湯水、鮮淮山炒鴨肉（嘉賓：黃亞保、Zoe）
- 第12集：黑木耳紅棗雞肉煲仔飯（嘉賓：梁雅琳）
- 第13集：牛油果酸甜蝦（嘉賓：Oreo）
- 第14集：椰菜花扒配糙米莎莎（嘉賓：蔣怡）
- 第15集：土魷釀秋葵（嘉賓：梁雅琳）

## 收視
以下為本節目於香港無綫電視翡翠台及myTV SUPER7日跨平台總收視之紀錄：
| 週次 | 集數   | 日期                   | 收視   |
| ---- | ------ | ---------------------- | ------ |
| 1    | 01－05 | 2018年1月1日－1月5日   | 18.5點 |
| 2    | 06－10 | 2018年1月8日－1月12日  | 16.6點 |
| 3    | 11－15 | 2018年1月15日－1月19日 | 點     |

## 節目宣傳
- 2017年11月20日：電視台於觀塘進行「炜哥廚房」環節外景拍攝，袁文傑、麥美恩、鄧智堅、陳煒出席。
- 2017年12月28日：電視台於將軍澳電視廣播城舉行記者招待會，安排袁文傑、麥美恩、馮盈盈、朱智賢、鄧智堅、陳煒、蔣怡、梁雅琳、湛錦鈿、曾文露、章志文出席以介紹節目。[2]

## 外部連結
- 無綫電視節目網頁 - 食得好健康 （页面存档备份，存于）
- 食得好健康 - 節目介紹 - encoreTVB 官方網站 （页面存档备份，存于）

## 電視節目的變遷
| 香港無綫電視翡翠台 星期一至五 22:30-23:00 時段 | 香港無綫電視翡翠台 星期一至五 22:30-23:00 時段 | 香港無綫電視翡翠台 星期一至五 22:30-23:00 時段 |
| ---------------------------------------------- | ---------------------------------------------- | ---------------------------------------------- |
|                                                | 食得好健康 （2018.01.01－2018.01.19）          |                                                |
| 馬家過聖誕 （2017.12.25－2017.12.29）          | 新春辦年貨 （2018.01.22－2018.02.02）          |                                                |